# Palmarès du double hommes à l'Open d'Angleterre de badminton
La liste ci-dessous présente le palmarès du double hommes à l'Open d'Angleterre de badminton qui est le plus ancien tournoi au monde et l'un des plus prestigieux.
En raison des deux conflits mondiaux, la compétition a été annulée entre 1915 et 1919 et entre 1940 et 1946.

## Avant la Première guerre mondiale
| Année | Vainqueurs                                        | Finalistes                                      | Score               |
| ----- | ------------------------------------------------- | ----------------------------------------------- | ------------------- |
| 1899  | D. Oakes / Stewart Marsden Massey                 | Ian M. Campbell / L. Hanson                     | 15–5, 15–7          |
| 1900  | H.L. Mellersh / F.S. Collier                      | D. Oakes / Stewart Marsden Massey               | 15–12, 11–15, 15–10 |
| 1901  | H.L. Mellersh (2) / F.S. Collier (2)              | C.H. Martin / Stewart Marsden Massey            | 17–16, 9–15, 15–5   |
| 1902  | H.L. Mellersh (3) / F.S. Collier (3)              | C.H. Martin / Stewart Marsden Massey            | 5–15, 15–11, 15–9   |
| 1903  | Stewart Marsden Massey (2) / E.L. Huson           | George Alan Thomas / Ralph Watling              | 15–10, 15–3         |
| 1904  | Albert Davis Prebble / Henry Norman Marrett       | S.H. Dillon / J.F. Stokes                       | 15–8, 15–7          |
| 1905  | C.T.J. Barnes / Stewart Marsden Massey (3)        | Henry Norman Marrett / Albert Davis Prebble     | 11–15, 15–11, 15–10 |
| 1906  | Henry Norman Marrett (2) / George Alan Thomas     | Albert Davis Prebble / Norman Wood              | 15–5, 5–15, 15–11   |
| 1907  | Albert Davis Prebble (2) / Norman Wood            | Frank Chesterton / Stewart Marsden Massey       | 17–16, 15–3         |
| 1908  | Henry Norman Marrett (3) / George Alan Thomas (2) | Frank Chesterton / Stewart Marsden Massey       | 16–18, 18–13, 15–4  |
| 1909  | Frank Chesterton / Albert Davis Prebble (3)       | Henry Norman Marrett / George Alan Thomas       | 15–6, 3–15, 15–7    |
| 1910  | Henry Norman Marrett (4) / George Alan Thomas (3) | Frank Chesterton / Albert Davis Prebble         | 15–4, 12–15, 15–12  |
| 1911  | P. D. Fitton / Ernest Edward Shedden Hawthorn     | R. Franck / C.J. Greenwood                      | 8–15, 15–3, 15–10   |
| 1912  | Henry Norman Marrett / George Alan Thomas (4)     | Frank Chesterton / Guy A. Sautter               | 15–9, 15–12         |
| 1913  | Frank Chesterton (2) / George Alan Thomas (5)     | J.Crombie / H.J.H. Inglis                       | 15–10, 15–8         |
| 1914  | Frank Chesterton (3) / George Alan Thomas (6)     | Guy A. Sautter / Ernest Edward Shedden Hawthorn | 17–16, 15–7         |

## L'entre-deux guerres
| Année     | Vainqueurs                                  | Finalistes                          | Score              |
| --------- | ------------------------------------------- | ----------------------------------- | ------------------ |
| 1915 1919 | Pas de compétition                          | Pas de compétition                  | Pas de compétition |
| 1920      | Archibald Engelbach / Raoul du Roveray      | J.H.C.Prior / Herbert Uber          | 15–13, 15–8        |
| 1921      | George Alan Thomas (7) / Frank Hodge        | Gordon 'Curly' Mack / Frank Devlin  | 7–15, 15–8, 15–13  |
| 1922      | Guy A. Sautter / Frank Devlin               | George Alan Thomas / Frank Hodge    | 15–7, 15–9         |
| 1923      | Frank Devlin (2) / Gordon 'Curly' Mack      | George Alan Thomas / W M Swinden    | 15–8, 15–13        |
| 1924      | George Alan Thomas (8) / Frank Hodge (2)    | A.K.Jones / W M Swinden             | 15–6, 15–8         |
| 1925      | Herbert Uber / A.K. Jones                   | Gordon 'Curly' Mack / R.A.Goff      | 15–8, 15–3         |
| 1926      | Frank Devlin (3) / Gordon 'Curly' Mack (2)  | Raoul Du Roveray / J.Vincent        | 15–3, 15–5         |
| 1927      | Frank Devlin (4) / Gordon 'Curly' Mack (3)  | Raoul Du Roveray / Albert Harbot    | 15–0, 7–15, 15–5   |
| 1928      | George Alan Thomas (9) / Frank Hodge (3)    | Herbert Uber / A.K.Jones            | 15–9, 4–15, 15–9   |
| 1929      | Frank Devlin (5) / Gordon 'Curly' Mack (4)  | Alan Titherley / T.P.Dick           | 15–2, 15–3         |
| 1930      | Frank Devlin (6) / Gordon 'Curly' Mack (5)  | Alan Titherley / T.P.Dick           | 15–5, 15–10        |
| 1931      | Frank Devlin (7) / Gordon 'Curly' Mack (6)  | K.G.Livingstone / Raymond M. White  | 15–6, 11–15, 15–4  |
| 1932      | Donald C. Hume / Raymond M. White           | Leslie Nichols / Ralph C.F. Nichols | 14–15, 18–16, 15–4 |
| 1933      | Donald C. Hume (2) / Raymond M. White (2)   | Tom H. Boyle / James L. Rankin      |                    |
| 1934      | Donald C. Hume (3) / Raymond M. White (3)   | Leslie Nichols / Ralph C.F. Nichols | 15–12, 12–15, 15–7 |
| 1935      | Donald C. Hume (4) / Raymond M. White (4)   | Leslie Nichols / Ralph C.F. Nichols | 15–12, 15–13       |
| 1936      | Leslie Nichols / Ralph C.F. Nichols         | Donald C. Hume / Raymond M. White   | 15–7, 15–2         |
| 1937      | Leslie Nichols (2) / Ralph C.F. Nichols (2) | Donald C. Hume / Raymond M. White   | 15–6, 18–14        |
| 1938      | Leslie Nichols (3) / Ralph C.F. Nichols (3) | Raymond M. White / I.C.Maconachie   | 15–12, 7–15, 15–9  |
| 1939      | Tom H. Boyle / James L. Rankin              | Leslie Nichols / Ralph C.F. Nichols | 15–4, 15–3         |
| 1940 1946 | Pas de compétition                          | Pas de compétition                  | Pas de compétition |

## De 1947 à 1970
| Année | Vainqueurs                                       | Finalistes                                | Score              |
| ----- | ------------------------------------------------ | ----------------------------------------- | ------------------ |
| 1947  | Tage Madsen / Poul Holm                          | Jørn Skaarup / Preben Dabelsteen          | 4–15, 15–12, 15–4  |
| 1948  | Preben Dabelsteen / Børge Frederiksen            | Conny Jepsen / Nils Jonson                | 15–8, 16–18, 18–17 |
| 1949  | Ooi Teik Hock / Teoh Seng Khoon                  | David Freeman / Wynn Rogers               | 15–5, 15–6         |
| 1950  | Jørn Skaarup / Preben Dabelsteen (2)             | Poul Holm / Børge Frederiksen             | 9–15, 15–2, 15–12  |
| 1951  | David Ewe Choong / Eddy B. Choong                | Ong Poh Lim / Ismail Bin Marjan           | 9–15, 15–7, 15–10  |
| 1952  | David Ewe Choong (2) / Eddy B. Choong (2)        | Poul Holm / Ole Jensen                    | 9–15, 15–12, 15–7  |
| 1953  | David Ewe Choong (3) / Eddy B. Choong (3)        | Poul Holm / Ole Jensen                    | 15–5, 15–12        |
| 1954  | Ooi Teik Hock (2) / Ong Poh Lim                  | David Ewe Choong / Eddy B. Choong         | 18–16, 15–12       |
| 1955  | Finn Kobberø / Jørgen Hammergaard Hansen         | David Ewe Choong / Eddy B. Choong         | 15–9, 14–17, 15–11 |
| 1956  | Finn Kobberø (2) / Jørgen Hammergaard Hansen (2) | John Nygaard / Poul Erik Nielsen          | 18–14, 15–5        |
| 1957  | Joseph C. Alston / 'Johnny' Heah                 | David Ewe Choong / Eddy B. Choong         | 15–10, 16–17, 15–5 |
| 1958  | Erland Kops / Poul Erik Nielsen                  | Finn Kobberø / Jørgen Hammergaard Hansen  | 15–7, 11–15, 15–8  |
| 1959  | Lim Say Hup / Teh Kew San                        | Henning Borch / Jørgen Hammergaard Hansen | 15–12, 15–10       |
| 1960  | Finn Kobberø (3) / Poul Erik Nielsen (2)         | Lim Say Hup / Teh Kew San                 | 14–17, 15–3, 15–1  |
| 1961  | Finn Kobberø (4) / Jørgen Hammergaard Hansen (3) | Erland Kops / Poul Erik Nielsen           | 15–6, 15–5         |
| 1962  | Finn Kobberø (5) / Jørgen Hammergaard Hansen (4) | Narong Bhornchima / Raphi Kanchanaraphi   | 17–16, 15–3        |
| 1963  | Finn Kobberø (6) / Jørgen Hammergaard Hansen (5) | Ferry Sonneville / Tan Joe Hok            | 10–15, 15–4, 15–7  |
| 1964  | Finn Kobberø (7) / Jørgen Hammergaard Hansen (6) | Erland Kops / Poul Erik Nielsen           | 9–15, 15–9, 17–15  |
| 1965  | Ng Boon Bee / Tan Yee Khan                       | Erland Kops / Oon Chong Jin               | 15–7, 15–5         |
| 1966  | Ng Boon Bee (2) / Tan Yee Khan (2)               | Finn Kobberø / Jørgen Hammergaard Hansen  | 9–15, 15–9, 17–15  |
| 1967  | Henning Borch / Erland Kops (2)                  | Svend Pri / Per Walsøe                    | 15–8, 15–12        |
| 1968  | Henning Borch (2) / Erland Kops (3)              | Ng Boon Bee / Tan Yee Khan                | 15–6, 15–4         |
| 1969  | Henning Borch (3) / Erland Kops (4)              | David Eddy / Roger A. Powell              | 13–15, 15–10, 15–9 |
| 1970  | Tom Bacher / Poul Petersen                       | David Eddy / Roger A. Powell              | 15–11, 15–0        |

## De 1971 à 1999
| Année | Vainqueurs                                 | Finalistes                              | Score              |
| ----- | ------------------------------------------ | --------------------------------------- | ------------------ |
| 1971  | Ng Boon Bee (3) / Punch Gunalan            | Rudy Hartono / Indra Gunawan            | 15–5, 15–3         |
| 1972  | Christian Hadinata / Ade Chandra           | Ray Stevens / Mike Tredgett             | 15–5, 15–12        |
| 1973  | Christian Hadinata (2) / Ade Chandra (2)   | Tjun Tjun / Johan Wahjudi               | 15–1, 15–7         |
| 1974  | Tjun Tjun / Johan Wahjudi                  | Christian Hadinata / Ade Chandra        | 15–8, 15–6         |
| 1975  | Tjun Tjun (2) / Johan Wahjudi (2)          | Christian Hadinata / Ade Chandra        | 15–11, 15–5        |
| 1976  | Bengt Froman / Thomas Kihlstrom            | Svend Pri / Steen Skovgaard             | 15–12, 17–15       |
| 1977  | Tjun Tjun (3) / Johan Wahjudi (3)          | Christian Hadinata / Ade Chandra        | 15–7, 18–15        |
| 1978  | Tjun Tjun (4) / Johan Wahjudi (4)          | Christian Hadinata / Ade Chandra        | 15–12, 15–8        |
| 1979  | Tjun Tjun (5) / Johan Wahjudi (5)          | Stefan Karlsson / Claes Nordin          | 17–16, 15–3        |
| 1980  | Tjun Tjun (6) / Johan Wahjudi (6)          | Ray Stevens / Mike Tredgett             | 10–15, 15–9, 15–10 |
| 1981  | Rudy Heryanto / Hariamanto Kartono         | Tjun Tjun / Johan Wahjudi               | 15–9, 15–8         |
| 1982  | Razif Sidek / Jalani Sidek                 | Billy Gilliland / Dan Travers           | 8–15, 15–9, 15–10  |
| 1983  | Thomas Kihlström / Stefan Karlsson         | Mike Tredgett / Martin Dew              | 15–10, 15–13       |
| 1984  | Rudy Heryanto (2) / Hariamanto Kartono (2) | Mike Tredgett / Martin Dew              | 15–11, 15–6        |
| 1985  | Kim Moon-soo / Park Joo-bong               | Mark Christiansen / Michael Kjeldsen    | 7–15, 15–10, 15–9  |
| 1986  | Kim Moon-soo (2) / Park Joo-bong (2)       | Jalani Sidek / Razif Sidek              | 15–2, 15–11        |
| 1987  | Li Yongbo / Tian Bingyi                    | Bobby Ertanto / Rudy Heryanto           | 15–9, 15–8         |
| 1988  | Li Yongbo (2) / Tian Bingyi (2)            | Jalani Sidek / Razif Sidek              | 15–6, 15–7         |
| 1989  | Lee Sang-bok / Park Joo-bong (3)           | Rudy Gunawan / Eddy Hartono             | 15–8, 15–7         |
| 1990  | Kim Moon-soo (3) / Park Joo-bong (4)       | Li Yongbo / Tian Bingyi                 | 17–14, 15–9        |
| 1991  | Li Yongbo (3) / Tian Bingyi (3)            | Kim Moon-soo / Park Joo-bong            | 12–15, 15–7, 15–8  |
| 1992  | Rudy Gunawan / Eddy Hartono                | Jan Paulsen / Henrik Svarrer            | 15–10, 15–12       |
| 1993  | Jon Holst-Christensen / Thomas Lund        | Chen Hongyong / Chen Kang               | 10–15, 15–2, 15–10 |
| 1994  | Rudy Gunawan (2) / Bambang Suprianto       | Rexy Mainaky / Ricky Subagja            | 15–12, 15–12       |
| 1995  | Rexy Mainaky / Ricky Subagja               | Antonius Ariantho / Denny Kantono       | 15–12, 15–18, 15–8 |
| 1996  | Rexy Mainaky (2) / Ricky Subagja (2)       | Cheah Soon Kit / Yap Kim Hock           | 15–6, 15–5         |
| 1997  | Ha Tae-kwon / Kang Kyung-jin               | Jon Holst-Christensen / Michael Søgaard | 15–11, 17–16       |
| 1998  | Lee Dong-soo / Yoo Yong-sung               | Candra Wijaya / Tony Gunawan            | 15–10, 15–10       |
| 1999  | Tony Gunawan / Candra Wijaya               | Lee Dong-soo / Yoo Yong-sung            | 15–7, 15–5         |

## XXIesiècle
| Année | Vainqueurs                                               | Finalistes                                       | Score               |
| ----- | -------------------------------------------------------- | ------------------------------------------------ | ------------------- |
| 2000  | Ha Tae-kwon (2) / Kim Dong-moon                          | Lee Dong-soo / Yoo Yong-sung                     | 15–4, 13–15, 17–15  |
| 2001  | Tony Gunawan (2) / Halim Haryanto                        | Sigit Budiarto / Candra Wijaya                   | 15–13, 7–15, 15–7   |
| 2002  | Ha Tae-kwon (3) / Kim Dong-moon (2)                      | Eng Hian / Flandy Limpele                        | 7–2, 7–2, 1–7, 7–3  |
| 2003  | Sigit Budiarto / Candra Wijaya (2)                       | Lee Dong-soo / Yoo Yong-sung                     | 15–5, 15–7          |
| 2004  | Jens Eriksen / Martin Lundgaard Hansen                   | Lee Wan Wah / Choong Tan Fook                    | 9–15, 15–13, 15–3   |
| 2005  | Cai Yun / Fu Haifeng                                     | Lars Paaske / Jonas Rasmussen                    | 15–10, 15–6         |
| 2006  | Jens Eriksen (2) / Martin Lundgaard Hansen (2)           | Choong Tan Fook / Lee Wan Wah                    | 17–15, 14–17, 15–2  |
| 2007  | Koo Kien Keat / Tan Boon Heong                           | Cai Yun / Fu Haifeng                             | 21–15, 21–18        |
| 2008  | Jung Jae-sung / Lee Yong-dae                             | Lee Jae-jin / Hwang Ji-man                       | 20–22, 21–19, 21–18 |
| 2009  | Cai Yun (2) / Fu Haifeng (2)                             | Han Sang-hoon / Hwang Ji-man                     | 21–17, 21–15        |
| 2010  | Lars Paaske / Jonas Rasmussen                            | Mathias Boe / Carsten Mogensen                   | 21–23, 21–19, 26–24 |
| 2011  | Mathias Boe / Carsten Mogensen                           | Koo Kien Keat / Tan Boon Heong                   | 15–21, 21–18, 21–18 |
| 2012  | Jung Jae-sung (2) / Lee Yong-dae (2)                     | Cai Yun / Fu Haifeng                             | 21–23, 21–9, 21–14  |
| 2013  | Liu Xiaolong / Qiu Zihan                                 | Hiroyuki Endo / Kenichi Hayakawa                 | 21–11, 21–9         |
| 2014  | Mohammad Ahsan / Hendra Setiawan                         | Hiroyuki Endo / Kenichi Hayakawa                 | 21–19, 21–19        |
| 2015  | Mathias Boe (2) / Carsten Mogensen (2)                   | Fu Haifeng / Zhang Nan                           | 21–17, 22–20        |
| 2016  | Vladimir Ivanov / Ivan Sozonov                           | Hiroyuki Endo / Kenichi Hayakawa                 | 21–23, 21–18, 21–16 |
| 2017  | Marcus Fernaldi Gideon / Kevin Sanjaya Sukamuljo (en)    | Li Junhui / Liu Yuchen                           | 21–19, 21–14        |
| 2018  | Marcus Fernaldi Gideon (2) / Kevin Sanjaya Sukamuljo (2) | Mathias Boe / Carsten Mogensen                   | 21–18, 21–17        |
| 2019  | Mohammad Ahsan (2) / Hendra Setiawan (2)                 | Aaron Chia / Soh Wooi Yik                        | 11–21, 21–14, 21–12 |
| 2020  | Hiroyuki Endo / Yuta Watanabe                            | Marcus Fernaldi Gideon / Kevin Sanjaya Sukamuljo | 21–18, 12–21, 21–19 |
| 2021  | Hiroyuki Endo (2) / Yuta Watanabe (2)                    | Takeshi Kamura / Keigo Sonoda                    | 21–15, 17–21, 21–11 |
| 2022  | Muhammad Shohibul Fikri (en) / Bagas Maulana (en)        | Mohammad Ahsan / Hendra Setiawan                 | 21–19, 21–13        |
| 2023  | Fajar Alfian / Muhammad Rian Ardianto                    | Mohammad Ahsan / Hendra Setiawan                 | 21–17, 21–14        |
| 2024  | Fajar Alfian (2) / Muhammad Rian Ardianto (2)            | Aaron Chia / Soh Wooi Yik                        | 21–16, 21–16        |
| 2025  | Kim Won-ho / Seo Seung-jae                               | Leo Rolly Carnando / Bagas Maulana               | 21-19, 21-19        |